# Jean-Baptiste Fossard
Jean-Baptiste Fossard est un homme politique français né le 30 mai 1748 à Vraiville (Eure) et mort le 14 novembre 1801 au même lieu.

## Biographie
Administrateur du district de Louviers, il est député de l'Eure de 1791 à 1792.

## Sources
- « Jean-Baptiste Fossard », dans Adolphe Robert et Gaston Cougny, Dictionnaire des parlementaires français, Edgar Bourloton, 1889-1891 [détail de l’édition]